# Bernard van Zuiden
Bernard van Zuiden (* 15. Juli 1899 in Enschede; † 1979 in Hongkong) war ein niederländischer Multimillionär und Textilunternehmer.

## Leben
Er besuchte die Schule für Industrie und Handel in Enschede. Von 1912 bis 1916 lernte er an der Höheren Textilfachschule in Enschede und erhielt ein Diplom in Textiltechnik.
Ab 1919 wurde er als Textilkaufmann nach Makassar in Niederländisch-Indien geschickt. Von 1926 bis 1939 schrieb er für das Surabaja Handelsblad. Von 1932 bis 1939 war er im Direktorium des Makassar Journals. Von 1930 bis 1939 arbeitete er als Manager für die LE Tels & Co's Trading Society Ltd. Nach der deutschen Invasion der Niederlande floh er 1940 nach Shanghai, wo er die Firma B. van Zuiden gründete. Von 1941 bis 1945 war er von den Japanern interniert, so auch im Lunghua Civilian Assembly Center in Shanghai.
1947 gründete er auch in Amsterdam eine Firma. Im selben Jahr wurde sie in B. van Zuiden Brothers umbenannt. 1948 wurde er Abteilungsdirektor. 1953 wurde sie Aktiengesellschaft. 1952 gründete er die B. van Zuiden Bros. Ltd. in Singapur. Später folgten Niederlassungen in Tokio, Osaka und Hongkong. Sein Geschäft importierte Textilien aus Europa und Amerika nach Asien.
Er war Mitglied der Hong Kong Music Society und der Japan Society in Hongkong sowie des Netherlands Club und Foreign Correspondents’ Club in Tokio.
Im Jahr 1983 gründete sein Neffe den Bernard van Zuiden Music Fund mit einem Vermögen in Höhe von einer Million US-Dollar. Er wünschte sich Auslandsstudien junger Musiktalente aus Hongkong. Der Fund vergibt dafür den hochdotierten Bernard Van Zuiden Music Prize.